# Félix Sahut
Félix Sahut, né le 28 mai 1835 à Montpellier (Hérault), mort dans la même ville le 6 mai 1904, est un horticulteur découvreur du phylloxéra de la vigne. 

## Biographie
Félix Sahut, descendant d'une très vieille famille de Montpellier, devient célèbre à 33 ans, au moment de la découverte du phylloxéra avec Jules-Emile Planchon et Gaston Bazille. Les trois hommes sont appelés comme experts dans le Vaucluse, à Saint-Martin-de-Crau, où ils découvrent le 15 juillet 1868, les milliers de pucerons responsables du désastre des vignes, c'est le phylloxéra.
Un compte rendu à l'Académie des sciences immortalise la découverte.
Toutefois, une polémique s'élèvera entre Sahut et Planchon quant à la découverte, chacun s'en attribuant la paternité.  
Auparavant, en 1860, avec Jules-Émile Planchon, directeur de l'École de Pharmacie de Montpellier, Charles Martins, professeur à la Faculté de Médecine de Montpellier, Émile Doumet, député-Maire de Séte, Napoléon Doumet-Adanson, botaniste, il crée la « Société d'horticulture et de botanique du département de l'Hérault », qui deviendra en 1868 la « Société d'horticulture et d'histoire naturelle de l'Hérault » (SHHNH). Il en sera le vice-président de 1885 à 1889, puis président en 1889.
Il est mort à Montpellier en 1904, à l'âge de 67 ans. Il est inhumé au cimetière historique Saint-Lazare de Montpellier.

## Distinctions
- Chevalier de la Légion d'honneur (1895)[4] ;
- Officier d'académie
- Chevalier de l'ordre du Mérite agricole
- Chevalier des Ordres d'Isabelle la Catholique, de la Couronne d'Italie, etc. ;
- Correspondant de la Société Nationale d'Agriculture de France, Président du Congrès viticole et ampélographique de Bordeaux, Lauréat de la Prime d'Honneur, Lauréat de la société nationale d'agriculture, Lauréat du Congrès pomologique, de la société d'acclimatation, etc. ;
- Membre de la Commission ministérielle du phylloxéra depuis sa fondation, membre titulaire de la Société centrale d'agriculture de l'Hérault et des sociétés languedociennes de géographie, etc. ;
- Correspondant de l'Académie royale des géophiles de Florence, de la Société royale d'horticulture de la Toscane, de la Commission royale de pomologie belge, etc.

Il est primé de plusieurs médailles d'or pour son ouvrage sur les vignes américaines.
Il est membre de 72 sociétés savantes.

## Œuvres
- Le Lac Majeur et les îles Borromée, leur climat caractérisé par leur végétation, 1883 (lire en ligne).
- Les vignes américaines, leur greffage et leur taille, 1887 (lire en ligne).
- De l'adaptation des vignes américaines au sol et au climat, 1888.
- Les eucalyptus, aire géographique de leur indigénat et de leur culture. Historique de leur découverte, 1888 (lire en ligne).
- La végétation en Australie et dans les îles avoisinantes..., 1889.
- Le centenaire de la découverte des eucalyptus, 1889.
- Comparaison des climats du Midi et du sud-ouest de la France, 1889.
- Saint-Raphël et le jardin de Maison-Close, 1890.
- Notes relatives à la reconstitution des vignobles : Greffage de la vigne, traitement des vignes gelées, taille de la vigne dans le nœud, l'herbemont comme porte-greffe, 1891.
- Les végétaux considérés comme des thermomètres enregistreurs, 1891.
- Exposé de la taille Dezeimeris, 1892.
- Traitement des vignes grêlées, 1893.
- La crise viticole, ses causes et ses effets, 1894.
- La culture fruitière aux États-Unis, 1894 (lire en ligne)
- Le greffage des eucalyptus, 1896.
- L'arboriculture et la viticulture aux États-Unis, 1897.
- Mélanges agricoles, horticoles, viticoles, botaniques, climatologiques, etc., 1897.
- La Bretagne et sa végétation arborescente, 1898.
- De l'acclimatation par sélection d'espèces végétales et création de races moins frileuses chez les arbres fruitiers et chez les autres arbres ou plantes, 1898.
- La pomologie aux États-Unis, 1899.
- Un épisode rétrospectif à propos de la découverte du phylloxéra, 1899.
- La défense du vin et la découverte du phylloxéra, 1900.
- Les végétaux considérés comme pluviomètres enregistreurs, 1901.

## Hommage
Montpellier, sa ville natale possède une rue à son nom.